# Elisabeth Schwetz
Elisabeth Schwetz (* 23. Jänner 1982 in Linz) ist eine österreichische Juristin und Beamtete. Im April 2018 wurde sie zur Bezirkshauptfrau des Bezirks Wels-Land bestellt. Im November 2024 wurde sie vom Nationalrat als von der Freiheitlichen Partei Österreichs (FPÖ) nominiertes Mitglied der Volksanwaltschaft gewählt, dem sie bis Ende Juni 2025 angehörte.

## Leben
Elisabeth Schwetz besuchte nach der Volksschule in Ottensheim das Bundesrealgymnasium Linz Fadingerstraße, wo sie 2000 maturierte. Anschließend begann sie im Oktober 2000 ein Studium der Biologie an der Universität Salzburg und im Oktober 2001 ein Studium der Veterinärmedizin an der Veterinärmedizinischen Universität Wien (Vetmed). Ein 2002 begonnenes Studium der Rechtswissenschaften an der Universität Wien schloss sie 2010 als Magistra ab. Ein Studium der Romanistik beendete sie 2013 ebenfalls als Magistra. Bei der Wahl zur Österreichischen Hochschülerinnen- und Hochschülerschaft (ÖH) 2007 war sie Spitzenkandidatin für den Ring Freiheitlicher Studenten (RFS).
Von 2006 bis 2010 war sie parlamentarische Mitarbeiterin des FPÖ-Nationalratsabgeordneten Lutz Weinzinger, anschließend wurde sie Referentin im FPÖ-Parlamentsklub für Arbeit und Soziales, Gesundheit und Gleichbehandlung. Von 2013 bis 2015 war sie Büroleiterin des Dritten Nationalratspräsidenten Norbert Hofer und von 2015 bis 2017 Büroleiterin des oberösterreichischen Landesrates Günther Steinkellner. 2017/18 war sie Leiterin der Anlagenabteilung an der Bezirkshauptmannschaft des Bezirks Perg. Im April 2018 wurde sie zur Bezirkshauptfrau des Bezirks Wels-Land bestellt. Im Bezirk Wels-Land ist sie auch Obfrau des Sozialhilfeverbandes.
Am 7. November 2024 wurde sie vom Freiheitlichen Parlamentsklub als Nachfolgerin von Walter Rosenkranz als Mitglied der Volksanwaltschaft nominiert. Am 20. November 2024 wurde sie vom Nationalrat mit den Stimmen von FPÖ, ÖVP, SPÖ und Grünen auf Vorschlag des Hauptausschusses für die bis 30. Juni 2025 dauernde Funktionsperiode zur Volksanwältin gewählt. Die Angelobung durch Bundespräsident Alexander Van der Bellen erfolgte am 27. November 2024. In der Volksanwaltschaft ist sie neben Bernhard Achitz (SPÖ) und Gaby Schwarz (ÖVP) für die Polizei, das Fremden- und Asylrecht, den Denkmalschutz, Land-, Forst- und Wasserwirtschaft, Natur- und Umweltschutz, Gewerbe und Betriebsanlagen, Kindergärten, Schulen, Universitäten, den Verkehr, Gemeindeabgaben und  Agrarangelegenheiten zuständig.
Für die Mitte 2025 beginnende Funktionsperiode der Volksanwaltschaft wurde der niederösterreichische FPÖ-Landesrat Christoph Luisser als ihr Nachfolger nominiert und vom Nationalrat gewählt.